# شهاب كنكوني
شهاب كنكوني، من مواليد 28 أبريل 1981، حارس مرمى كرة قدم كويتي سابق، لعب لعدة أندية كويتية وأبرزها نادي كاظمة والنادي العربي.

## مسيرته الكروية
شارك لأول مرة مع نادي كاظمة في عام 1997 واستطاع أن يحقق لقب كأس الأمير الكويتي في أول مواسم. وقد تلقى عروضا من نادي العربي الكويتي للانتقال إلى صفوفه، وفي يوم 12 يوليو 2008 انتقل نادي العربي الكويتي على سبيل الإعارة لمدة موسمين. وفي 2010 عاد إلى نادي كاظمة واستطاع الظفر بلقب كأس الأمير الكويتي. في عام 2012 انتقل إلى نادي الصليبيخات الرياضي ولعب لهم لمدة موسم واحد. ثم انتقل إلى نادي اليرموك في عام 2013 ولعب لهم لغاية 2015 قبل أن يعود إلى نادي كاظمة مرة أخرى.
أُستدعي لأول مرة مع منتخب الكويت لكرة القدم في عام 1998 ولعب لهم لـ12 عام.
في عام 2009 أعلن اعتزاله دولياً بعد دورة كأس الخليج التاسعة عشر في عمان، وفي عام 2019، أعلن إعتزاله كرة القدم بشكلٍ نهائي.

## إنجازاته

### الألقاب الجماعية
نادي كاظمة
- كأس الأمير الكويتي (مرتان):
  - 1997-98
  - 2010-11

### الألقاب الفردية
في يوم 16 ديسمبر 2008 حصل على المركز الثاني برصيد 384 صوت في استفتاء جريدة الوسط الكويتية لاختيار أفضل حارس مرمى في الكويت في عام 2008 خلف حارس نادي القادسية الكويتي نواف الخالدي الذي حصل على 491 صوت.

## روابط خارجية
- شهاب كنكوني على موقع الاتحاد الدولي (مؤرشف)  (الإنجليزية)
- شهاب كنكوني على موقع ناشيونال فوتبول تيمز (الإنجليزية)
- شهاب كنكوني على موقع أوليمبيديا (الإنجليزية)